# Sisygambis Les 7 Portes
 (janvier 2024).
Si vous disposez d'ouvrages ou d'articles de référence ou si vous connaissez des sites web de qualité traitant du thème abordé ici, merci de compléter l'article en donnant les références utiles à sa vérifiabilité et en les liant à la section « Notes et références ».
 (janvier 2024).
L'article doit être relu — et modifié si nécessaire — par des contributeurs indépendants pour apporter un regard critique aux contributions effectuées en violation des conditions d'utilisation de Wikipédia, tant sur la forme (notamment concernant le style encyclopédique, la proportionnalité) que sur le fond (la neutralité de point de vue, la qualité et l'indépendance des sources).
Pour les articles homonymes, voir Sisygambis.
 (septembre 2022).
La mise en forme du texte ne suit pas les recommandations de Wikipédia : il faut le « wikifier ».
Les points d'amélioration suivants sont les cas les plus fréquents. Le détail des points à revoir est peut-être précisé sur la page de discussion.
- Les titres sont pré-formatés par le logiciel. Ils ne sont ni en capitales, ni en gras.
- Le texte ne doit pas être écrit en capitales (les noms de famille non plus), ni en gras, ni en italique, ni en « petit »…
- Le gras n'est utilisé que pour surligner le titre de l'article dans l'introduction, une seule fois.
- L'italique est rarement utilisé : mots en langue étrangère, titres d'œuvres, noms de bateaux, etc.
- Les citations ne sont pas en italique mais en corps de texte normal. Elles sont entourées par des guillemets français : « et ».
- Les listes à puces sont à éviter, des paragraphes rédigés étant largement préférés. Les tableaux sont à réserver à la présentation de données structurées (résultats, etc.).
- Les appels de note de bas de page (petits chiffres en exposant, introduits par l'outil «  Source ») sont à placer entre la fin de phrase et le point final[comme ça].
- Les liens internes (vers d'autres articles de Wikipédia) sont à choisir avec parcimonie. Créez des liens vers des articles approfondissant le sujet. Les termes génériques sans rapport avec le sujet sont à éviter, ainsi que les répétitions de liens vers un même terme.
- Les liens externes sont à placer uniquement dans une section « Liens externes », à la fin de l'article. Ces liens sont à choisir avec parcimonie suivant les règles définies. Si un lien sert de source à l'article, son insertion dans le texte est à faire par les notes de bas de page.
- La présentation des références doit suivre les conventions bibliographiques. Il est recommandé d'utiliser les modèles {{Ouvrage}}, {{Chapitre}}, {{Article}}, {{Lien web}} et/ou {{Bibliographie}}. Le mode d'édition visuel peut mettre en forme automatiquement les références.
- Insérer une infobox (cadre d'informations à droite) n'est pas obligatoire pour parachever la mise en page.

Pour une aide détaillée, merci de consulter Aide:Wikification.
Si vous pensez que ces points ont été résolus, vous pouvez retirer ce bandeau et améliorer la mise en forme d'un autre article.
Sisygambis, est un duo d'artistes pluridisciplinaires formé dès 1989 par Christine Coulange et Nchan Manoyan. Christine Coulange est une artiste-musicienne, photographe et vidéaste née le 18 août 1965 à Marseille. Nchan Manoian est un artiste-vidéaste musicien né le 27 septembre 1960 à Erevan et mort le 24 août 2009 à Orce, Province de Grenade. Sisygambis va faire évoluer le concert vers la performance ou l'installation vidéo-musicale jusqu'à proposer aujourd'hui des environnements poétiques d'images sonores.

## Biographie
Christine Coulange et Nchan Manoyan, compositeurs-musiciens et vidéastes proposent une écoute du monde, une expérience visuelle et sonore en prise avec l’intensité du réel.
Ils créent Sisygambis en 1989, et installent leur studio à la Friche de la Belle de Mai à Marseille en 1993. La chute du Mur de Berlin leur fait partager avec des réseaux d’artistes tchèques, russes, polonais.
Dix ans plus tard, le projet de la Route de la Soie les emmène six mois durant de Marseille à Shanghai. Ils obtiennent le Prix Möbius de la création multimédia en 2005.[réf. nécessaire]
C’est ensemble également qu’ils partent depuis le Maroc et l’Égypte sur les routes de la transe, mais après la disparition de Nchan en 2009, Christine poursuivra seule ce travail de collecte et de création.  
Dans le cadre de Marseille Provence, Capitale européenne de la culture en 2013, elle  présente la performance immersive De la Méditerranée à l’océan Indien puis se produit au  festival Vivid Sydney en Australie où elle investit les écrans géants de l’espace public pendant 4 mois en 2015.
Elle réalise les pièces audiovisuelles de l’exposition Aventuriers des mers à l’Institut du monde arabe et au Mucem (2016-2017), le webdocumentaire Les ports, de la Méditerranée à l’océan Indien coproduit par Sisygambis et l’Institut du monde arabe en 2017. Elle signe les pièces audiovisuelles et multimédia de l’exposition Routes d’Arabie au Louvre Abu Dhabi (2018-2019) et l’installation vidéo Les gestes de la fabrication du blé, au Mucem pour l’exposition Le Grand Mezze (2021-2024).
Invitée en résidence de création artistique pour trois ans à Mayotte par la Direction des Affaires Culturelles de l’île en 2016, elle poursuit actuellement une collaboration avec l’Université de Mayotte pour la réalisation du webdocumentaire évolutif et collaboratif Les Routes de la Transe, et crée son nouveau spectacle immersif Les Rythmes de la Transe  au 6 MIC à Aix en Provence.

## Expositions
- « Les gestes de la transformation du blé » est une installation multimédia composée de 5 écrans et d'un système de multi-diffusion sonore au sein de l'exposition permanente Le grand Mezzé au Mucem[3] de 2021 à 2024.
- « La Mecque à la fin du 19e siècle à travers les deux recueils de C. Snouck Hurgronje » et « Jaussen et Savignac, pionniers de l’archéologie », bornes tactiles, « La Caravane », installation immersive, une traversée dans le désert de Liwa, « Les routes des échanges, de l’encens et du pèlerinage à La Mecque », carte sonore animée et « Les Routes de la Modernité », musique du film composée à partir du fonds sonore Paul Mattar du Musée d’Ethnographie de Genève, sont des œuvres qui ont été présentées à l'exposition Routes d'Arabie : Trésors archéologiques de l'Arabie saoudite au Louvre Abu Dhabi en 2018 et au Musée Benaki en 2019.
- « Prendre la mer », installation vidéo, « Zanzibar, au carrefour du monde », interview de Abdul Sheriff de l’Institut de Recherches sur l’Océan Indien, Comores, « Le Chant de la mer », interview de Damir Ben Ali, anthropologue, « Tempête », musique du film de Yann Arthus-Bertrand sont des œuvres réalisées pour l'exposition Aventuriers des Mers, de Sindbad à Marco Polo à l'Institut du Monde Arabe[4],[5]et au Mucem[6],[7] en 2016 et 2017.
- « Patrimoines cachés », deux textes illustrés basé sur des entretiens avec des soufis et des musiciens, « Les gestes du sacré », film sur la cérémonie Soufie du Moulidi et ses différentes phases, « Le Djoho », film sur le vêtement rituel de cérémonie et « Peuples de l'océan Indien »[8] font partie des œuvres réalisées lors de la résidence de Christine Coulange au MUMA-Musée de Mayotte[9] entre 2016 et 2018.
- « J'irais jusqu'à Zanzibar » est une exposition de photographies inspirée par Arthur Rimbaud présentée au Musée de l'Ardenne dans le cadre du Printemps des Poètes de 2014 puis au Musée Arthur Rimbaud en 2015.
- « Kaos, un autre regard sur le Salento », est une exposition photo qui s'est tenue au Cloître de Convento dei Francescani Neri à Specchia en 2007 puis à la Friche de la Belle de Mai en 2010.

## Performances
- « Les Rythmes de la Transe »[10],[11] est une performance jouée au Festival Milatsika à Mayotte et à Léspas culturel Leconte de Lisle à la Réunion en 2021[12], au 6MIC à Aix-en-Provence en 2022[13],[14].
- « Peuples de l'océan Indien » est un film diffusé sur des écrans publicitaires géants en Australie et à Mayotte pour le Festival Vivid Sydney[15],[16] en 2015 et le Festival Lumexplore à la Ciotat en 2020.
- « Voilà that’s my life » est une performance réalisée en 2016 à l'Académie du Festival d’Art lyrique d’Aix-en-Provence.[24]
- « Les Routes de la soie » est une installation-performance jouée à la Friche La Belle de Mai en 2002, au Centre Georges-Pompidou en 2004, au Festival Nemo en 2004, au Festival international du film de La Rochelle en 2004, au Festival 38e Rugissants au MC2 Grenoble en 2004 au Cube en 2004, à la Médiathèque d’Issy-les-Moulineaux en 2004 et 2005, au Carrefour de l’image de l’Océan Indien sur l'île de la Réunion en 2005, au Festival d’Art français à Kuala Lumpur en 2005, au Centre des Arts d’Enghien-les-Bains en 2005, au Festival Les Musiques du GMEM en 2006, au Festival Les Escales de Saint-Nazaire en 2006 et au Festival Les Joutes en 2006. Elle reçoit le prix Möbius France de la création multimédia en 2005.

## Digital
- « Sabot, Silk road tour to China », film documentaire de 2011.
- « Les ports, de la Méditerranée à l’Océan Indien » est un web-documentaire co-produit avec l'Institut du Monde Arabe[17] .
- « Audioguide du Rocher de Dzaoudzi » est un audioguide réalisé par des étudiants de Mayotte en plusieurs langues (français, anglais, shimaoré, kibushi) en 2018[18],[19],[20].
- « La Mecque à la fin du 19e siècle à travers les deux recueils de C. Snouck Hurgronje, Jaussen et Savignac, pionniers de l’archéologie », bornes tactiles, « La Caravane », installation immersive du désert de Liwa, « Les routes des échanges », de l’encens et du pèlerinage à La Mecque, carte sonore animée et « Les Routes de la Modernité », musique du film composée à partir du fonds sonore Paul Mattar du Musée d’Ethnographie de Genève sont des œuvres qui ont été présentées à l'exposition Routes d'Arabie : Trésors archéologiques de l'Arabie saoudite au Louvre Abu Dhabi et au Musée Benaki en 2018 et 2019.

## Masterclass
Sisygambis et le Pôle Culture de l'Université de Mayotte ont imaginé un projet culturel et pédagogique à partir du travail artistique de Sisygambis. Une série de masterclass thématiques « Traversées » basées sur l’ouverture des jeunes sur le monde, le dialogue des cultures, la préservation du patrimoine, la pluridisciplinarité et le numérique. Un travail expérimental amorcé qui vise à explorer des dispositifs pédagogiques innovants mêlant approche universitaire et artistique.

## Les 7 Portes
Les 7 Portes est la structure de production de Sisygambis.

## Musique
Le duo Sisygambis, se produit en tournée en Europe de l'Est dès 1989 avec des concerts en Allemagne, en Pologne, en République Tchèque, en Slovaquie, en Hongrie, en Slovénie et en Russie. Il participe quelques années plus tard au programme The Apocalypse Riders de la télévision polonaise, programmé aux festivals de Tcheboksary « New Time » en 1994 en Russie et « Alternativa » en 1996 en République Tchèque. Ian Harris, ingénieur du son de Joy Division et New Order, rejoint Sisygambis et tourne avec le groupe en Europe de l'Est.
En 1997, Sisygambis collabore avec la compagnie de danse Butoh Uro Teatr Koku (États-Unis/Japon) à l'occasion d'une résidence au C.E.S.T.A. à Tábor en République tchèque (créé par le groupe Sabot de San Francisco) Ils joueront avec la compagnie au festival « Facing Genders » et « TH Kultur ». En 1999, Sisygambis entreprend avec le groupe Sabot une tournée musicale sur la route de la soie, rejoignant par voie terrestre Shanghai en six mois d'expédition, de tournages vidéo et d'enregistrements. Ils empruntent les routes maritimes en 2008 et 2012 et élaborent le projet « De la Méditerranée à l'océan Indien » qui suit les routes d'Italie, d'Égypte, du Maroc, des Comores, de la Tanzanie, jusqu'à Zanzibar. En 2012, Sisygambis fera une dernière tournée en Chine, à Pékin, Wuhan, Shanghai, Lanzhou et Xi'an avec le duo Sabot. 
Le groupe sort sa première cassette audio en 1993 avec le label polonais Requiem Records. Il invite la troupe Uro Teatr Koku dans les studios de la Friche la Belle de Mai à Marseille pour enregistrer l'album Four Stages of Cruelty. En 1995, il sort son premier album Interficias Te Ipsum (Te Faire Disparaître Toi Même), enregistré au Cyber studio à Katowice (Pologne).

### Album
- Translucid - Réédition numérique (2012) (Requiem Records)
- Interficias Te Ipsum - 1996 - Réédition numérique (2013) (Atypeek Music)
- Four Stages Of Cruelty - 1998 - Réédition numérique
- Pour En Finir Gérard Giachi et Sisygambis - Sortie numérique (2013) (Atypeek Music)

### Compilation
- 1995 : Envers Les Variations Ludiques
- 1995 : Petit Couteau Zica Vocal
- 1996 : Petit Couteau Houla Hoop Vol.2
- 1999 : Insecta y Animales Instants Sacrés Instants Damnés
- 1999 : Grass Land II Sium E II Vencul
- 2000 : Kashga Distro Facthedral's Hall
- 2000 : Rada Instants Inquiets 2